# Alyxia racemosa
Alyxia racemosa är en oleanderväxtart som beskrevs av Pitard. Alyxia racemosa ingår i släktet Alyxia och familjen oleanderväxter. Inga underarter finns listade i Catalogue of Life.